# クリスタルの謎
『クリスタルの謎』 (原題：Heroes Are Hard to Find) は、1974年にリリースされたフリートウッド・マックのアルバム。

## 解説
グループにとって、フロントマンであったボブ・ウェルチ在籍の最後のアルバムとなった（彼は1974年末にバンドを去り、代わりにリンジー・バッキンガムとスティーヴィー・ニックスが参加）。このアルバムは初めてビルボードのトップ40入りを果たした。アルバムタイトル曲がシングル発表されたが、チャート入りにはならなかった。

## 収録曲
記入されたもの以外の曲は全てボブ・ウェルチによって書かれた。

### A面
1. ガラスのヒーロー - "Heroes Are Hard to Find" (Christine McVie) – 3:35
2. カミング・ホーム - "Coming Home" - 3:52
3. エンジェル - "Angel" - 3:55
4. バーミューダ・トライアングル - "Bermuda Triangle" - 4:08
5. リトル・ビット・クローサー - "Come a Little Bit Closer" (C. McVie) – 4:45

### B面
1. シーズ・チェンジング・ミー - "She's Changing Me" - 2:58
2. バッド・ルーザー - "Bad Loser" (C. McVie) – 3:25
3. シルヴァー・ヒールズ - "Silver Heels" - 3:25
4. 私を見つめて - "Prove Your Love" - 3:57
5. 魔法使い - "Born Enchanter" - 2:54
6. 秘密の隠れ場所 - "Safe Harbour" - 2:32

## クレジット

### フリートウッド・マック
- ボブ・ウェルチ - ギター、ボーカル、ヴィブラフォン
- クリスティン・マクヴィー - キーボード、シンセサイザー、ボーカル
- ジョン・マクヴィー - ベース
- ミック・フリートウッド - ドラム、パーカッション

## プロデュース
- プロデューサー: フリートウッド・マック、ボブ・ヒューズ
- エンジニア: ダグ・グーレヴス、ボブ・ヒューズ
- アシスタントエンジニア: ダグ・グーレヴス
- デザイン: デズモンド・ストローベル